# 베르나르 파시

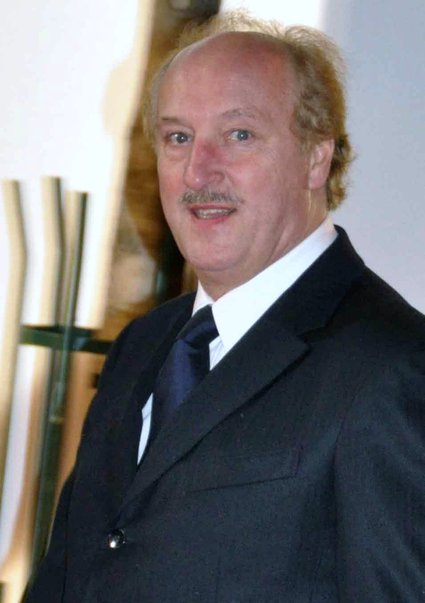
베르나르 파시

베르나르 파시(Bernard Farcy)는 프랑스의 영화 배우이다. 대표 작품은 영화 택시, 택시 2, 택시 3, 택시 4이며 택시 시리즈에서 경찰서장 지벨 역할로 출연하였다. 생년월일은 1949년 2월 2일이자 프랑스 리옹 출신이다.

## 출연 작품
- 택시
- 택시 5 - 질베르 역